# Чемпіонат світу з трекових велоперегонів 2014 — медісон (чоловіки)
Змагання в медісоні серед чоловіків на Чемпіонаті світу з трекових велоперегонів 2014 відбулись 2 березня 2014. У них взяли участь 15 команд, які здолали 200 кіл (50 км).

## Медалісти
| Золото | Іспанія Давид Мунтанер Альберт Торрес |
| Срібло | Чехія Мартин Блага Войтєх Гачецки     |
| Бронза | Швейцарія Штефан Кюнг Тері Шир        |

## Результати
Заїзд відбувся о 17:35.
| Місце | Ім'я                           | Країна          | Points | Кола відставання |
| ----- | ------------------------------ | --------------- | ------ | ---------------- |
| 1     | Давид Мунтанер Альберт Торрес  | Іспанія         | 18     |                  |
| 2     | Мартин Блага Войтєх Гачецки    | Чехія           | 12     |                  |
| 3     | Штефан Кюнг Тері Шир           | Швейцарія       | 7      |                  |
| 4     | Андреас Ґраф Андреас Мюллер    | Австрія         | 2      |                  |
| 5     | Яспер Де Бюст Кенні Де Кетеле  | Бельгія         | 31     | −1               |
| 6     | Марко Коледан Елія Вівіані     | Італія          | 12     | −1               |
| 7     | Хеннінг Боммель Тео Рейнхардт  | Німеччина       | 10     | −1               |
| 8     | Шейн Арчболд Томас Скаллі      | Нова Зеландія   | 10     | −1               |
| 9     | Артур Єршов Олександр Сєров    | Росія           | 1      | −1               |
| 10    | Тома Буда Вів'єн Брісс         | Франція         | 1      | −1               |
| 11    | Хуан Аранго Едвін Авіла        | Колумбія        | 0      | −1               |
| 12    | Хосе Агірре Дієго Єпес         | Мексика         | 0      | −2               |
| 13    | Чен Кін Лок Лян Чуньвін        | Гонконг         | 2      | −3               |
| 14    | Александр Едмондсон Гленн О'Ші | Австралія       | 4      | −4               |
| 15    | Джонатан Діббен Овейн Дал      | Велика Британія | 0      | −4               |

Середня швидкість під час заїзду становила 54.784 км/год.